# Anton Johanson
Karl Anton Johanson (28 gennaio 1877 – 24 dicembre 1952) è stato un calciatore e allenatore di calcio svedese.

## Carriera

### Calciatore
Giocò con l'IFK Köping ed in seguito con l'IFK Stoccolma.

### Allenatore
Dal 1917 al 1920 fu membro della Commissione Tecnica Federale che allenava la nazionale svedese e nel 1920 fu il responsabile della nazionale svedese che partecipò ai Giochi olimpici di Anversa.

### Dirigente
Nel 1904 fu uno dei fondatori della Federcalcio svedese, in seguito ne divenne segretario (dal 1905 al 1922) e poi presidente (dal 1922 al 1936). Fu inoltre membro dell'IFAB (dal 1924 al 1925), membro del consiglio della FIFA (dal 1932 al 1938) e presidente della Federazione svedese di hockey sul ghiaccio (dal 1924 al 1948).